# Croixrault
Croixrault település Franciaországban, Somme megyében. Lakosainak száma 457 fő (2022. január 1.). Croixrault Blangy-sous-Poix, Bussy-lès-Poix, Éplessier, Fricamps, Moyencourt-lès-Poix, Poix-de-Picardie és Thieulloy-l’Abbaye községekkel határos.

## Népesség
A település népességének változása:
| Lakosok száma | 434  | 430  | 438  | 434  | 441  | 447  | 449  | 459  | 457  |
|               | 2013 | 2015 | 2016 | 2017 | 2018 | 2019 | 2020 | 2021 | 2022 |